# Wzgórza Srockie
Wzgórza Srockie – kilka wzgórz na Wyżynie Częstochowskiej położonych w okolicach miejscowości Srocko w gminie Mstów.
Najwyższe spośród wzniesień ma wysokość 329 m n.p.m. W 2016 roku nadano mu nazwę Góra Trzech Jaskiń. Jest to najwyżej położony punkt w gminie Mstów.
Na obszarze Wzgórz Srockich wytyczono trasy spacerowe do nordic walkingu.
W północnych zboczach Wzgórz Srockich istnieje System Jaskiń Srockich składający się z trzech obiektów. Są to: Schronisko w Srocku II, Jaskinia Sosnowiecka i Jaskinia Kowalskiego. Łączna długość jaskiń wynosi 90 m. Oprócz nich jest jeszcze Schronisko w Srocku.